# 1723 год в литературе

## События
- Решением суда присяжных английского графства Мидлсекс «Басня о пчёлах» английского писателя Бернарда де Мандевиля[1] была признана вредной.
- В США стала печататься газета «Pennsylvania Gazette».
- Вследствие обвинения в атеизме учёный-энциклопедист Хри́стиан фон Вольф был вынужден покинуть Пруссию.

## Новые произведения
- В двух томах в Лондоне вышло полное собрание сочинений Джона Шеффилда.
- Пьеса «Двойное непостоянство» Пьера де Мариво.
- «Конституция вольных каменщиков» масона Джеймса Андерсона.
- «Dell’Istoria Civile del Regno di Napoli libri» Пьетро Джанноне.
- Вышло улучшенное издание труда Томаса Демпстера «Семь книг о Королевской Этрурии» на латинском языке, первое детальное исследование этрусской цивилизации.
- Томас Фуллер, английский писатель опубликовал труд «Pharmacopoeia Domestica».

## Родились
- 12 января — Антуан Марен Лемьер, французский поэт и драматург, автор трагедий на античные сюжеты (умер в 1793).
- 27 января — Иоганн Андреас Крамер, немецкий поэт (умер в 1788).
- 31 января — Петронелла Йоханна де Тиммерман, нидерландская поэтесса и писательница (умерла в 1786).
- 8 февраля — Иоганн Арнольд Эберт, немецкий поэт и автор художественных переводов (умер в 1795).
- 23 февраля — Ричард Прайс, валлийский философ, публицист (умер в 1791).
- 10 июня — Францишек Папроцкий, польский иезуит, историк, переводчик, издатель газет и календарей (умер в 1805).
- 11 июля — Жан-Франсуа Мармонтель, французский писатель, философ и драматург (умер в 1799).
- 1 августа — Иван Великанович, хорватский духовный писатель, драматург (умер в 1803).
- 8 декабря — Поль Анри Гольбах, французский философ, писатель, энциклопедист (умер в 1789).
- 18 декабря — Фридрих Карл фон Мозер, немецкий писатель, публицист (умер в 1798).
- 19 декабря — Сусанна Екатерина фон Клеттенберг, немецкая монахиня и поэтесса (умерла в 1774).
- 25 декабря — Фридрих Мельхиор Гримм, немецкий публицист (умер в 1807).
- точная дата неизвестна
  - Лахлан Макферсон, шотландский гэльский поэт.
  - Борис Михайлович Салтыков, русский литератор (умер в 1808).

## Умерли
- 1 января — Луи де Курсийон, французский церковный деятель и грамматист, первым описавший носовые гласные французского языка (род. 1643).
- 26 февраля — Томас д'Эрфей, английский писатель, поэт-песенник, драматург (род. 1653).
- 15 марта — Иоганн Христиан Гюнтер, немецкий поэт (род. 1695).
- 11 мая — Жан-Гальбер Кампистрон, французский поэт и драматург (род. 1656).
- 29 мая — Жан де Ла Шапель, французский писатель и драматург (род. 1651).
- 3 июня — Филиппо Мария Казони, итальянский историк XVII—XVIII веков. Автор «Анналов Генуэзской республики» (1692—1708, 1721) и «Истории Людовика Великого» (1701—1721) (род. 1662).
- 14 июля — Клод Флёри, французский историк церкви, автор исторических трудов (род. 1640).
- 28 июля — Мариана Алькофорадо, португальская монахиня и духовная писательница (род. 1640)
- 21 августа — Дмитрий Константинович Кантемир, молдавский и российский писатель, первый российский сатирик (род. 1676)
- 25 августа — Никола Деламар, французский писатель (род. 1639)
- 25 ноября — Давид-Августин де Брюэс, французский драматург (род. 1640)
- 1 декабря — Сузанна Центливр, английская драматическая писательница, поэтесса, драматург (род. 1667).
- точная дата неизвестна
  - Афанасий Алексеевич Заруцкий, русский писатель-панегирист.
  - Алексей Ильич Манкиев, русский историк, автор труда «Ядро российской истории».
  - Жак Моро де Бразе, французский кавалерийский капитан, автор «Записок бригадира Моро-де-Бразе» о русско-турецкой войне (1713; рус. перевод А. С. Пушкина, 1835) и мемуары в 3 томах (1716).